# Hrabstwo Polk (Iowa)

Piramida wieku hrabstwa

Hrabstwo Polk – hrabstwo położone w USA w stanie Iowa z siedzibą w mieście Des Moines.

## Miasta i miejscowości
| - Alleman - Altoona - Ankeny - Bondurant - Carlisle | - Clive - Des Moines - Elkhart - Granger - Grimes | - Johnston - Mitchellville - Norwalk - Pleasant Hill - Polk City | - Runnells - Saylorville (CDP) - Sheldahl - Urbandale - West Des Moines - Windsor Heights |

## Sąsiednie hrabstwa
- Hrabstwo Boone
- Hrabstwo Story
- Hrabstwo Jasper
- Hrabstwo Marion
- Hrabstwo Warren
- Hrabstwo Madison
- Hrabstwo Dallas

## Drogi główne
| - Interstate 35 - Interstate 80 - Interstate 235 - U.S. Highway 6 - U.S. Highway 65 - U.S. Highway 69 - Iowa Highway 5 | - Iowa Highway 17 - Iowa Highway 28 - Iowa Highway 141 - Iowa Highway 160 - Iowa Highway 163 - Iowa Highway 415 |